# 斯威特沃特 (新澤西州)
斯威特沃特（英語：Sweetwater）是位於美國新澤西州大西洋縣的普查規定居民點。

## 人口
根據2020年美國人口普查的數據，斯威特沃特的面積為9.69平方千米，當中陸地面積為9.23平方千米，而水域面積為0.46平方千米。當地共有人口805人，而人口密度為每平方千米83.08人。